# I Am (пісня Леони Льюїс)
«I Am» — другий сингл п'ятого студійного альбому британської поп-співачки Леони Льюїс — «I Am». У Великій Британії пісня вийшла 17 липня 2015. Пісня написана Леоною Льюїс, Тобі Гедом та Егом Вайтом; спродюсована Тобі Гедом та Егом Вайтом. Музичне відео зняте не було. Сингл не потрапив до жодного із чартів.

## Список композицій
- "I Am" (альбомна версія)[1] – 3:42
- "I Am" (акустична альбомна версія)[1] – 3:26
- "I Am" (ремікс Fastlane) – 4:44[2]
- "I Am" (ремікс DEVolution) – 4:51[2]

## Історія релізів
| Країна          | Версія                   | Дата           | Формат                                             | Лейбл  | Виноски     |
| --------------- | ------------------------ | -------------- | -------------------------------------------------- | ------ | ----------- |
| Велика Британія | оригінальна              | 17 липня 2015  | прем'єра на радіо                                  | Island | [ 3 ] [ 4 ] |
| Велика Британія | оригінальна              | 17 липня 2015  | автоматичне завантаження (передзамовлення альбому) | Island | [ 5 ]       |
| Австралія       | міні-альбом із реміксами | 17 липня 2015  | Цифрове завантаження                               | Island | [ 6 ]       |
| Франція         | міні-альбом із реміксами | 17 липня 2015  | Цифрове завантаження                               | Island | [ 7 ]       |
| Німеччина       | міні-альбом із реміксами | 17 липня 2015  | Цифрове завантаження                               | Island | [ 8 ]       |
| Ірландія        | міні-альбом із реміксами | 17 липня 2015  | Цифрове завантаження                               | Island | [ 9 ]       |
| Нова Зеландія   | міні-альбом із реміксами | 17 липня 2015  | Цифрове завантаження                               | Island | [ 10 ]      |
| Велика Британія | міні-альбом із реміксами | 17 липня 2015  | Цифрове завантаження                               | Island | [ 2 ]       |
| Велика Британія | оригінальна              | 15 серпня 2015 | BBC Radio 2 B-сторона                              | Island | [ 11 ]      |